# 赤司貫一
赤司 貫一（あかし かんいち、1890年9月3日 - 1954年8月22日）は、日本の都市計画家、土木技師。

## 経歴
福岡県生まれ。1919年京都帝国大学工学部土木工学科卒業。在学中の1917年9月から1919年7月まで、京都市の私立京都商工学校土木科で講師を務める。
その後三井鉱山を経て、1922年から1926年まで埋築技師として熊本県海面埋築事務所勤務。県営新地の干拓事業に従事。
1926年（大正15年）から内務省に転じ、1936年（昭和11年）まで、都市計画地方委員会富山地方委員会技師。1931年から富山県都市計画課技師を兼任、1928年に決定された富山市都市計画立案と施行の責任者となる。
主な実績に、東岩瀬港から富山駅北までの富岩運河開削で掘ったときの土砂で神通川の廃川地埋立て、廃川地処分を運河新設と同時に行う新市街地造成計画立案など。これは1935年に完成の後、駅南側へ官庁街を中心とした新市街地が形成、駅北側運河沿いに多くの工場が進出、富山の工業化に大きく寄与する結果となる。
1936年から1943年（昭和18年）までは都市計画愛知地方委員会技師兼愛知県都市計画技師となり、石川栄耀らが策定した名古屋都市計画の第二期の実行を中心的に担っ
た。その後、愛知県都市計画課技師に転任し1945年退官。その後は『愛知県都市計画概要』（1951年）編集に関与。